# Монітор

Стандарти роздільної здатності моніторів

Моніто́р (monitor — слідкувати) або дисплей (display — відображувати) — електронний пристрій для відображення інформації. Пристрій, призначений для відтворення відеосигналу і візуального відображення інформації, отриманої від комп'ютера.

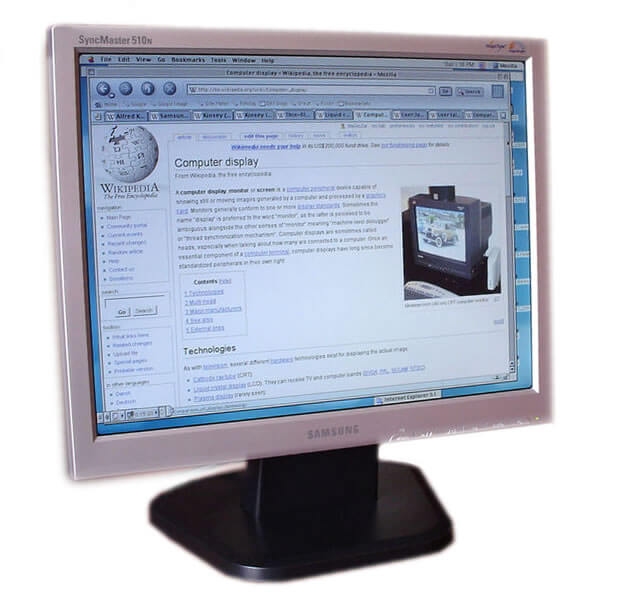
Рідкокристалічний монітор

Сучасні монітори бувають кількох типів:
- на основі електронно-променевої трубки (CRT).
- рідкокристалічні (LCD, TFT як підвид LCD)
- плазмові
- проєкційні
- OLED-монітори
- сенсорні

Плазмові та проєкційні монітори використовують там, де потрібен великий розмір екрана (діагональ метр і більше).

## Історія
Ранні електронні комп'ютери були оснащені панеллю лампочок, де стан кожної певної лампочки вказував на стан включення / вимикання певного реєстраційного біта всередині комп'ютера. Це дозволило інженерам, що керували комп'ютером, контролювати (to monitor — виконувати моніторинг, моніторити) внутрішній стан машини, тому ця панель індикаторів стала відома як «монітор».
Оскільки ранні монітори (панелі лампочок) були здатні відображати тільки дуже обмежений обсяг інформації, яка швидко змінювалася, вони рідко розглядалися для виведення програми. Замість цього лінійний принтер був основним пристроєм виведення, в той час, як монітор (панелі лампочок) обмежувався відстеженням роботи програми (станами включення / вимикання певного реєстраційного біта).
У міру того, як інженери-розробники усвідомлювали, що відображення ЕПТ-дисплея було б більш гнучким, ніж панель лампочок, а щодо принтера в кінцевому підсумку, давав би контроль над вмістом регістрів (змінних), що відображалися в самій програмі, монітор (вже як екран-дисплей) став потужним пристроєм виведення сам по собі.
Комп'ютерні монітори раніше називалися блоками візуального відображення (VDU — visual display units), але цей термін в основному вийшов з ужитку в 1990-х роках.

## Характеристики моніторів
- Розмір екрана — визначається довжиною діагоналі (традиційно вимірюється в дюймах)
- Співвідношення сторін екрана — стандартний (4:3) та широкоформатний (16:9, 16:10)
- Роздільна здатність дисплея — кількість пікселів по вертикалі та горизонталі
- Глибина кольору — кількість біт на кодування одного пікселя (від монохромного (1 біт) до 32-бітного)
- Розмір зерна (для CRT) чи пікселя (для LCD)
- Частота оновлення зображення (вимірюється в герцах, для LCD практично однакова)
- Швидкість відклику пікселів (не для всіх типів моніторів, у LCD, як правило, суттєво нижча ніж у CRT)
- Максимальний кут огляду — максимальний кут під яким не виникає суттєвого погіршення якості зображення (актуально для LCD)

Терміни монітор та дисплей — дещо відмінні. Дисплей, як пристрій для відображення інформації, має ширше застосування, наприклад, дисплей мобільного телефону, а термін монітор пов'язується з комп'ютером або телеекраном дистанційного спостереження[джерело не вказане 4768 днів].
Без можливості бачити результати своєї роботи, персональний комп'ютер став би марним інструментом. Необхідно яким-небудь чином спостерігати за сигналами комп'ютерної системи, щоб знати, чим вона займається в цей час. Сьогодні реалізацією подібного роду функцій займається відеосистема. Стандартним пристроєм виводу інформації, якому вже десятки років, є монітор.
Монітори, побудовані на електронно-променевих трубках (ЕПТ), активно витісняються новим поколінням рідкокристалічних моніторів, зручнішим і економнішим.
Екрани LCD (Liquid Crystal Display, рідкокристалічні монітори) зроблені з речовини (цианофеніл), що перебуває в рідкому стані, але при цьому має деякі властивості, притаманні кристалічним тілам. Фактично це рідина з анізотропними властивостями (зокрема, оптичними), зв'язаних з упорядкованістю орієнтації її молекул.
| Порівняльні характеристики моніторів                                             | Порівняльні характеристики моніторів | Порівняльні характеристики моніторів |  |
| Параметри                                                                        | LCD | CRT |  |
| -------------------------------------------------------------------------------- | --- | --- |  |
| Розмір робочої області екрана (В основному застосовується 14,15,17,20,21 дюйм)   | номінальний розмір діагоналі екрана дорівнює видимому | видимий розмір завжди менший номінального розміру. |  |
| Роздільна здатність (Часто використовується 640 на 480, 800 на 600, 1024 на 768) | Одна роздільність з фіксованим розміром пікселів. Оптимально можна використовувати тільки в цьому розділенні; залежно від підтримуваних функцій розширення або компресії можна використовувати вищу або нижчу роздільна здатність, але вони не оптимальні.                                                                                           | Підтримуються різні роздільні здатності. При всіх підтримуваних роздільностях монітор можна використовувати оптимальним чином. Обмеження накладається тільки прийнятністю частоти регенерації.                                                                 |  |
| Розмір зерна екрана                                                              | 0.26-0.3 | 0.25-0.28 |  |
| Частота регенерації                                                              | Оптимальна частота 60 Гц, чого достатньо для відсутності мерехтіння. | Тільки при частотах понад 75 Гц відсутнє явно помітне мерехтіння. |  |
| Точність відображення кольору                                                    | Підтримується 16 256 кольорів, High color (16 bit-), True Color (32 bit-) і імітується необхідна колірна температура. | Підтримується 16 256 кольорів, High Color (16 bit-), True Color (32 bit-), є пристрої калібрування кольору |  |
| Формування зображення                                                            | Зображення формується пікселями, кількість яких залежать тільки від конкретного роздільної здатності LCD-панелі. Крок пікселів залежить тільки від розміру самих пікселів, але не від відстані між ними. Кожен піксель формується індивідуально, що забезпечує чудове фокусування, ясність і чіткість. Зображення виходить більш цілісним і гладким. | Пікселі формуються групою точок (тріади) або смужок. Крок точки або лінії залежить від відстані між точками або лініями одного кольору. В результаті, чіткість і ясність зображення сильно залежить від розміру кроку точки або кроку лінії та від якості CRT. |  |
| Кут огляду                                                                       | В цей час[коли?] стандартним є кут огляду 120° і більше; з подальшим розвитком технологій слід очікувати збільшення кута огляду. | Відмінний огляд під будь-яким кутом. |  |
| Енергоспоживання і випромінювання                                                | Практично ніяких небезпечних електромагнітних випромінювань немає. Рівень споживання енергії приблизно на 70 % нижчий, ніж у CRT-моніторів. | Завжди присутнє електромагнітне випромінювання, однак його рівень залежить від того, чи відповідає CRT якому-небудь стандарту безпеки. Споживання енергії в робочому стані на рівні 80 Вт.                                                                     |  |
| Інтерфейс монітора                                                               | Цифровий інтерфейс (DVI, HDMI, DP), проте більшість LCD-моніторів мають вбудований аналоговий інтерфейс для підключення до найпоширеніших аналогових виходів відеоадаптерів. | Аналоговий інтерфейс. |  |
| Вага монітора                                                                    | 4-10 кг. | 12-34 кг. |  |
| Галузь застосування                                                              | Типовий дисплей для мобільних систем. Останнім часом практично витіснив CRT-монітори для настільних комп'ютерів. Ідеально підходить як дисплей для комп'ютерів, тобто для роботи в інтернеті, з текстовими процесорами і т. д. | Стандартний монітор для настільних комп'ютерів. Вкрай рідко використовуються в мобільному вигляді. Ідеально підходить для відображення відео й анімації. |  |